# IC 2902
IC 2902 је појединачна звијезда у сазвјежђу Лав која се налази на листи објеката дубоког неба у Индекс каталогу.
Деклинација објекта је + 14° 13' 24" а ректасцензија 11h 31m 33,3s.